# USS Albany (SSN-753)
Za druga plovila z istim imenom glejte USS Albany.
USS Albany (SSN-753) je jedrska jurišna podmornica razreda los angeles.